# Markia hystrix
Markia hystrix é um inseto da ordem orthoptera que figura entre as chamadas esperanças-líquens, isto é, insetos da família Tettigoniidae que mimetizam o líquen que se acumula sobre o tronco de árvores ou rochas.
A espécie foi descrita em 1844 pelo naturalista e entomólogo J. O. Westwood Ocorre nas florestas tropicais da América do Sul e América Central, em países como Brasil, Colômbia e Panamá.